# أغستاوستلاند إيه دبليو 139
أغستا وستلاند أيه دبليو 139 (بالإنجليزية: AgustaWestland AW139)‏ هي مروحية بحث و إنقاذ من صناعة أغستاوستلاند. كان أول طيران لها في 3 فبراير 2001. دخلت الخدمة في 2003، صنع منها 500 طائرة، وسعر الطائرة الواحدة منها هو 12 مليون دولار.

## المستخدمون
- القوات الجوية الجزائرية [4]
- القوات الجوية الإماراتية
- سلاح الجو الأيرلندي
- القوات الجوية الأميرية القطرية [5]